# Raphael Wallfisch
Rafael Wallfisch (Londres, 15 de junio de 1953) es un violonchelista inglés.

## Trayectoria

### Formación
Rafael Wallfisch nació en Londres de padres músicos, la violonchelista Anita Lasker-Wallfisch, una superviviente de la orquesta femenina de Auschwitz y el pianista Pedro Wallfisch. Guiado muy pronto por los profesores, Amarilis Fleming, Amadeo Baldovino y Derek Simpson, eligió dedicarse al violonchelo. Después pasó estudiar con el legendario violonchelista ruso Gregor Piatigorsky en la Escuela Thornton de Música de la Universidad de California. De su aprendizaje con Piatigorsky dice lo siguiente:
"Yo estaba tratando de ir demasiado rápido. ¡Era conocido como el castor ansioso! Quería tocar todo el repertorio que conocía, pero pronto descubrí que no era así como él trabajaba. Quería repetir una y otra vez la misma pieza, constantemente descubría cosas nuevas y constantemente me empujaba en diferentes direcciones dentro de una pieza. Eventualmente me enfoqué en algunas obras, como el Concierto de Schumann, el de Haydn y la Sinfonía Concertante de Prokofiev, esta última no la había tocado, pero me gustaba mucho, además de varias sonatas. También estaba fascinado con la Ciaconna, Intermezzo e Adagio de Dallapiccola que yo estaba tocando mucho en ese momento. Él también la practicaba, así que algunas de mis mejores lecciones fueron sobre esa pieza. El resultado final de mi tiempo con él fue que mi juego se liberó y me puso en un camino que espero seguir persiguiendo."
"Piatigorsky me ayudó mucho a ser mejor maestro también. Su estilo de enseñanza y generosidad me causaron una gran impresión. Yo diría que él fue el modelo de enseñanza ideal en muchos sentidos."
"No se trataba de tocar más fuerte, sino de transmitir ideas musicales y hablar a través de nuestros instrumentos. También estaba muy interesado en el juego retórico, lo llamó "hablar", lo que significaba no tocar legato todo el tiempo. Solía decir: "¡Rompe el violonchelo, por Dios!" A veces alentaba el juego de corazón enorme, pero también podía demostrar una elegancia y ligereza increíbles. Visualizó una miríada de colores, sentimientos y expresiones, y nos animó a descubrirlos y transmitirlos también."
Hay dos rasgos de personalidad que creo que son necesarios para una carrera en solitario: entusiasmo y resistencia, y creo que los tengo ambos, y me han ayudado a sostenerme durante los tiempos difíciles. He tenido mucha suerte en mi carrera, pero también he sido muy persistente, lo que sin duda me ha ayudado, aunque con el tiempo no me resulta más fácil."

### Carrera
Ganó a los 24 años, el Concurso internacional de violonchelo Gaspar Cassadó en Florencia. Después siguió una carrera internacional y actúa con orquestas como la London Symphony Orchestra, London Philharmonic Orchestra, Philharmonia Orchestra, BBC Symphony Orchestra, English Chamber Orchestra, the Hallé, City of Birmingham Symphony Orchestra, Leipzig Gewandhaus Orchestra, Berlin Symphony Orchestra, Westdeutscher Rundfunk Symphony Orchestra o Los Angeles Philharmonic. También es un invitado habitual de los festivales de Londres (Proms), Edimburgo, Aldeburgh, Spoleto, Prades, Oslo y Schleswig-Holstein en Alemania.
Apasionado de la educación, Rafael Wallfisch lleva a cabo clases magistrales en todo el mundo. Es profesor en el Zürich Winterthur Konservatorium, la Musikhochschule de Mainz y en el Royal Northern College of Music de Manchester.
Además de su carrera en solitario, Rafael Wallfisch actúa con el Trío Shaham Erez Wallfisch, en compañía del violinista Mike Shaham y pianista de Arnón de Erez. Fundado en 2009, el trío ya es reconocido en la escena internacional. Tiene dos grabaciones hasta la fecha bajo la etiqueta de Nimbus.

## Repertorio y grabaciones
Rafael Wallfisch tiene diversas grabaciones, que incluyen las obras concertantes de Ernest Bloch, Maurice Ravel, Ernő Dohnányi, Ottorino Respighi, Samuel Barber, Paul Hindemith, Bohuslav Martinů, Richard Strauss, Antonín Dvořák, Dmitri Kabalevski y Aram Khachaturyan. Dedica un gran lugar al repertorio inglés violonchelo, con obras de Benjamin Britten, Gerald Finzi, Kenneth Leighton, Frederick Delius, Arnold Bax, Arthur Bliss, Ernest John Moeran y William Walton. Wallfisch ha trabajado con varios compositores británicos que escriben a menudo para él como Peter Maxwell Davies, Kenneth Leighton, James MacMillan, Paul Patterson, Robert Simpson, Robert Saxton, Roger Smalley, Giles Swayne, John Tavener y Adrian Williams.

## Instrumentos
Rafael Wallfisch toca en un violonchelo de Jean Baptiste Vuillaume de 1865, y un Gennaro Gagliano de 1760.